# Ultimate Comics: X-Men
Ultimate Comics: X-Men (рус. Современные комиксы: Люди-Икс) — постоянная ежемесячная серия комиксов, издаваемых Marvel Comics с сентября 2011 года в рамках «Ultimate Universe Reborn» — перезапуска «Ultimate Marvel» после событий Ультиматума и «Death of Spider-Man». Серией занимались сценарист Ник Спенсер и художник Paco Медина (англ. Paco Medina). Серия является продолжением «Ultimate X-Men», «Ultimate Comics: X» и «Ultimate Comics: Fallout».

## Персонажи

### Сопротивление мутантов
- Китти Прайд: Основная героиня и лидер группы Сопротивление мутантов.
- Джимми Хадсон: Сын Росомахи, парень Китти Прайд и один из основных товарищей её группы.
- Человек-лёд: Бывший парень Китти и нынешний товарищ её группы.
- Роуг: Бывшая противница Китти, и нынешний товарищ её группы.
- Гроза: Подруга Колосса и одна из основных товарищей группы мутантов, возглавляемой Китти.
- Шелуха: одна из товарищей команды Китти и нынешняя девушка Человека-Льда.
- Волна: юная девушка-мутант со способностью магнитизма, временно была противником Китти.
- Тропа Войны: — один из нынешних товарищей группы Китти.
- Блэкхилз: — парень Шторм и один из нынешних товарищей группы Китти.
- Теликенез: один из нынешних товарищей группы Китти.
- Броня: одна из товарищей команды Китти.
- Магма: одна из товарищей команды Китти.

### Противники
- «Псайлок»: некая самозванка выдающаяся за Псайлок, её настоящая личность неизвестна.
- Уильям Страйкер: бывший военный и организатор по охоте на мутантов. На самом деле сам являлся мутантом, способный контролировать машины, дважды был убит Китти Прайд.
- Нимроды: армия роботов, охотившийся на мутантов, были истреблены группой мутантов Китти Прайд и Ником Фьюри во время гражданской войны.

### Команда Икс
- Команда-Икс: Команда мутантов работающая на Щит, участниками являются Джин Грей под псевдонимом Карен Грант, Лиз Аллан как Огненная звезда, Дерек Морган как Темный Ангел и Брюс Баннер он же Халк.

### Прочие
- Железный Человек: он же — Тони Старк, известный мультимиллионер и изобретатель а также супергерой из команды Алтимейтс и Щ. И. Т.. Помогал группе мутантов Китти над процветанием их земель.
- Ник Фьюри: основатель организации Щит, помогал группе Китти над уничтожением армии Нимродов.
- Капитан Америка: он же Стив Роджерс и нынешний президент США, который отдал группе Китти часть земли Юго-Запада Юты, в качестве их нового место обитания в знак благодарности за спасение их страны от Нимродов.
- Человек-факел: бывший участник команды Фантастической Четверки, и один из товарищей Китти.
- Валерия Купер: специальный информатор президента по сверхчеловеческим способностям и делам мутантов.
- Ртуть: сын Магнето и нынешний лидер Братство Мутантов.
- Алая Ведьма : дочь Магнето и сестра Ртути. На деле иллюзия Злыдня.

## Коллекционные издания
Ultimate Comics: X-Men были собраны в следующие издания в мягкой обложке:
| Название | Включённые выпуски           | Формат | ISBN               | Дата релиза |
| -------- | ---------------------------- | ------ | ------------------ | ----------- |
| Volume 1 | Ultimate Comics: X-Men #1-6  | HC     | ISBN 0-7851-4015-8 | 2012-04-04  |
| Volume 1 | Ultimate Comics: X-Men #1-6  | SC     | ISBN 0-7851-4102-2 | 2012-10-10  |
| Volume 2 | Ultimate Comics: X-Men #7-12 | HC     | ISBN 0-7851-6133-3 | 2012-08-08  |
| Volume 2 | Ultimate Comics: X-Men #7-12 | SC     |                    |             |